# Soclogbo
Soclogbo è un arrondissement del Benin situato nella città di Dassa-Zoumè (dipartimento delle Colline) con 14.333 abitanti (dato 2006).